# Пест (музыкант)
Пест (Pest, настоящее имя Томас Кроненес (норв. Thomas Kronenes)) — норвежский музыкант, наиболее известный как бывший вокалист блэк-метал-группы Gorgoroth.

## Биография
Изначально был одним из основателей блэк-металлической группы Obtained Enslavement, которая была сформирована в городе Сторд в 1989 году. Obtained Enslavement сделали две демозаписи, прежде чем в 1994 году был выпущен их первый полноформатный альбом. В 1995 гитарист Инфернус из Gorgoroth предложил Песту занять место вокалиста в его группе, поскольку предыдущий вокалист Gorgoroth, Хат, принял решение уйти. Пест впервые выступил с Gorgoroth в декабре 1995, на разогреве у Cradle of Filth в Лондоне. Также он записал вокальную партию для песни «Possessed (by Satan)», вошедшую во второй альбом Gorgoroth, Antichrist, выпущенный в 1996. В том же году Gorgoroth отправились в европейский тур с Satyricon и Dissection. Пест спел все вокальные партии в альбоме Under the Sign of Hell, третьем полноформатнике Gorgoroth, который был записан весной 1996 и выпущен на CD годом позже. В то же время он продолжал сотрудничать и со своей родной группой Obtained Enslavement — в том же году вышел их второй альбом Witchcraft.
Осенью 1997 Gorgoroth впервые стали хедлайнерами европейского тура, по завершении которого Пест решил уйти и сосредоточиться на работе с Obtained Enslavement. Однако он всё же принял участие в работе над текстами и записью альбома Gorgoroth Destroyer (1998).
Obtained Enslavement выпустили ещё два альбома (в 1998 и 2000). После этого группа прекратила своё существование по причине переезда Песта в США. В Америке он участвовал в нескольких блэк-металлических проектах.
4 декабря 2008 года было объявлено, что Пест возвращается в Gorgoroth.
21 августа 2012 в Facebook на официальной странице Gorgoroth Архивная копия от 9 января 2016 на Wayback Machine появилась информация, что Инфернус выгнал Песта из группы, после того как последний заявил, что латиноамериканский тур Gorgoroth (начинающийся 7 сентября 2012) не является для него приоритетным. На время тура Пест будет заменён Hoest из Taake.